# Hypothesentheorie der sozialen Wahrnehmung
Die Hypothesentheorie der sozialen Wahrnehmung ist eine Theorie der allgemeinen Psychologie. Sie wurde von Jerome Bruner in den Jahren 1951 (Erstveröffentlichung 1951 mit L. Postman) bis 1957 aufgestellt und erklärt Wahrnehmungen durch den Einfluss von Erwartungen. Hypothesen (englische Fachbegriffe: perceptual set oder cognitive predisposition) sind in diesem Zusammenhang Wahrnehmungserwartungen, die sich durch vergangene Erfahrungen gebildet haben.

## Zusammenfassung der Brunerschen Erkenntnistheorie
Nach Bruner beginnt jeder Wahrnehmungsvorgang mit einer Hypothese, die Vorhersagen darüber beinhaltet, welche Ereignisse eintreffen werden.
In einem zweiten Schritt der Wahrnehmung kommen Informationen durch die Umwelt hinzu. Die Erwartungen aus der Anfangshypothese werden mit den Informationen aus der Umwelt verglichen. Wenn die Hypothese widerlegt wird, beginnt der Prozess aufs Neue, ansonsten ist der Vorgang abgeschlossen.
Weil die Hypothese darüber entscheidet, worauf sich die Aufmerksamkeit beziehen soll, wird nicht nur das, was gesehen wird, sondern auch die Interpretation des Wahrgenommenen durch die Hypothese beeinflusst. Deshalb bestimmen Hypothesen in maßgeblicher Weise Selektions- sowie Inferenzprozesse und sind sogar bis zu einem gewissen Grad handlungsleitend.
Die Hypothesentheorie ist eine kognitive Theorie der sozialen Wahrnehmung, weil sie Denken, Erinnern und Wahrnehmen in Bezug setzt. Die Hypothesen sind in kognitive Landkarten integriert und setzen sich aus Erfahrungen und früheren Wahrnehmungen zusammen.
Die Hypothesenstärke ist der zentrale Begriff der Theorie.

## Was bewirkt Hypothesenstärke?
Die folgenden Annahmen beschreiben die Hypothesenstärke als unabhängige Variable:
1. Je stärker eine Hypothese ist, desto größer ist die Wahrscheinlichkeit, dass sie aktiviert wird (priming) und sich dispositiv auf die Verhaltensweisen auswirkt.
2. Je stärker eine Hypothese ist, desto geringer ist die zur Bestätigung notwendige Menge an unterstützenden Reizinformationen.
3. Je stärker eine Hypothese ist, desto größer muss die Anzahl widersprechender Stimulus-Informationen sein, damit die Hypothese verworfen wird (Änderungsresistenz).

Daraus kann gefolgert werden, dass die stärkste Hypothese bei der jeweiligen Wahrnehmungssituation herangezogen wird und schwache Hypothesen verdrängt werden. Weil der Zustand der Übereinstimmung von Reizinformation und Erwartung als Gleichgewicht interpretiert werden kann, werden durch die Hypothesentheorie Aspekte der Konsistenztheorien berücksichtigt. Bis es zu diesem Zustand des Gleichgewichts kommt, kann es aber sein, dass Hypothesen geändert werden müssen oder eine Umbewertung der Informationen stattfindet. Im Allgemeinen wird an Hypothesen festgehalten, nachdem sie gebildet worden sind. Dann besteht eine Tendenz zur Hypothesenbestätigung, weil Menschen sich besser an Informationen erinnern, wenn diese mit den vorgefassten Hypothesen konsistent sind (konfirmatorischer Zwang).
Hypothesen, die ökologisch valide sind (allgemein für wahr gehalten oder zumindest akzeptiert werden), können durch ihre Dominanz zu Fehlurteilen führen. Dies zeigt auch ein Versuch von Bruner, Postman und Rodrigues (1950), bei dem die Farben von Obst und Gemüse verändert wurden. Die Versuchspersonen verschoben die Farben in Richtung ihrer Erfahrungen.

## Wodurch wird Hypothesenstärke bewirkt?
1951 hat Bruner fünf Annahmen über die Hypothesestärke als abhängige Variable aufgestellt:
1. Je häufiger eine Hypothese bestätigt wurde, desto stärker wird sie.
2. Je größer die Anzahl verfügbarer Alternativhypothesen in der Wahrnehmungssituation ist, desto schwächer ist die Anfangshypothese.
3. Je größer die motivationale Unterstützung für eine Hypothese ist, desto stärker ist sie.
4. Je größer die kognitive Unterstützung der Hypothese ist, desto stärker ist sie.
5. Je stärker die soziale Unterstützung (Affirmation) für eine Hypothese ausfällt, desto gefestigter ist sie.

Daraus lassen sich folgende Schlüsse ziehen:
- Eine hohe Anzahl an konkurrierenden Hypothesen schwächt die Stärke der jeweiligen Hypothese ab. In diesem Fall sind mehr Reizinformationen notwendig, um eine Hypothese zu festigen.
- Jeder motivationale oder emotionale Einfluss kann sich auswirken. Dabei ist die Bedeutung dieser Variablen kaum einzugrenzen. Emotionen können die Aufmerksamkeit in eine bestimmte Richtung lenken, aber auch von anderen Dingen ablenken.
- Innerhalb eines Hypothesensystems besteht ein Begründungszusammenhang, sodass bei der Änderung einer Hypothese das gesamte Hypothesensystem geändert werden müsste. Dies versucht das Individuum zu vermeiden, indem es die Hypothesen bestätigt. Es ist dem Individuum aber auch möglich, Einflüssen nachzugeben, ohne seine Hypothesen zu verändern.[8] Nach Festinger[9][10] entsteht nur dann Dissonanz, also eine stresshaft erlebte Bedrohung des Selbstwertes, wenn es der Person nicht gelingt, das Verhalten aus ihrem Hypothesensystem zu begründen.
- Soziale Einflüsse können gerade bei fehlenden Informationen bzw. Bewertungsstandards eine Hypothese bestätigen. Nach der Theorie sozialer Vergleichsprozesse von Festinger[11] haben Individuen das Bedürfnis, ihre Meinung mit anderen zu vergleichen. Wenn keine sozialen Vergleiche möglich sind, kommt es zu labilen Meinungen.